# Vera Jordanova
Vera Jordanova, född den 28 augusti 1975, är en bulgarisk-finsk modell och skådespelare.

## Film
| År   | Film                       | Roll   |
| ---- | -------------------------- | ------ |
| 1993 | Harjunpää ja kiusantekijät | Modell |
| 2007 | Hostel 2                   | Axelle |

## TV
| År        | Program                     | Roll                           |
| --------- | --------------------------- | ------------------------------ |
| 1994      | Venla Gaala 1993            | Hon själv                      |
| 1998–nu   | Tähtitehdas                 | Minkki Karvonen                |
| 1998      | Maailman pisin prat-show    | Hon själv                      |
| 1999–2001 | Joonas Hytönen show         | Hon själv (2 avsnitt)          |
| 2000      | Isänmaan toivot             | Vellu's Girlfriend (1 avsnitt) |
| 2006      | Blow Out                    | Hon själv (1 avsnitt)          |
| 2007      | Up Close with Carrie Keagan | Hon själv (1 avsnitt)          |